# Liste der Monuments historiques in Meux
Die Liste der Monuments historiques in Meux führt die Monuments historiques in der französischen Gemeinde Meux auf.

## Liste der Bauwerke
| Bezeichnung      | Beschreibung                       | Standort | Kennzeichnung | Schutzstatus | Datum | Bild           |
| ---------------- | ---------------------------------- | -------- | ------------- | ------------ | ----- | -------------- |
| Château de Meux  | Schloss, erbaut im 15. Jahrhundert | (Lage)   | PA00104806    | Inscrit      | 1975  | weitere Bilder |
| Kirche St-Martin | Erbaut im 12. Jahrhundert          | (Lage)   | PA17000025    | Inscrit      | 2000  | weitere Bilder |

## Liste der Objekte

### Kirche St-Martin
| Bezeichnung  | Beschreibung          | Standort | Kennzeichnung | Schutzstatus | Datum | Bild           |
| ------------ | --------------------- | -------- | ------------- | ------------ | ----- | -------------- |
| Kanzel       | Holz, 19. Jahrhundert | (Lage)   | PM17002078    | Inscrit      | 2005  | weitere Bilder |
| Kreuzabnahme |                       | (Lage)   | PM17001822    | Inscrit      | 1997  |                |
| Glocke       | Bronze, 1645          | (Lage)   | PM17000204    | Classé       | 1942  |                |